# エア・ホンコン
エア・ホンコンは、香港を拠点とする貨物航空会社である。

## コードデータ
- IATA航空会社コード：LD
- ICAO航空会社コード：AHK
- コールサイン：Air Hong Kong

## 概要
香港を拠点とし、貨物便のチャーター輸送を行う、貨物専門の航空会社である。1986年に設立し、1988年からボーイング707型機を使用して運航を開始した。
1997年に、英国系企業で香港の大手財閥の一つであるスワイヤー・グループのキャセイパシフィック航空がエア・ホンコンの約75%の資本を取得し、現在は事実上キャセイパシフィック航空の子会社となっている。
2002年4月、密接な業務提携関係にあるエア・ホンコンとキャセイパシフィック航空は業務の効率化を図る為、エア・ホンコンが主にアジア地域の貨物輸送を担当、キャセイパシフィック航空がそれ以外の地域の貨物輸送を担当する事となった。それまであったエア・ホンコンの香港からブリュッセル、マンチェスター、ドバイに至る各長距離路線は廃止され、キャセイパシフィック航空の貨物部門が同路線を引き継いだ。また、現在では大手国際貨物輸送会社のDHLも業務提携関係にある。
日本の空港へは成田、関西、中部の各国際空港へ定期貨物路線を運航している。

## 就航都市
| エア・ホンコン 就航都市 （2014年12月 現在） | エア・ホンコン 就航都市 （2014年12月 現在） | エア・ホンコン 就航都市 （2014年12月 現在） | エア・ホンコン 就航都市 （2014年12月 現在） | エア・ホンコン 就航都市 （2014年12月 現在） |
| ------------------------------------------- | ------------------------------------------- | ------------------------------------------- | ------------------------------------------- | ------------------------------------------- |
| 国                                          | 都市                                        | 空港                                        | 備考                                        |                                             |
| 東アジア                                    |                                             |                                             |                                             |                                             |
| 香港                                        | 香港                                        | 香港国際空港                                | メインハブ空港                              |                                             |
| 台湾                                        | 台北                                        | 台湾桃園国際空港                            |                                             |                                             |
| 中国                                        | 北京                                        | 北京首都国際空港                            |                                             |                                             |
| 中国                                        | 上海                                        | 上海浦東国際空港                            |                                             |                                             |
| 日本                                        | 東京                                        | 成田国際空港                                |                                             |                                             |
| 日本                                        | 大阪                                        | 関西国際空港                                |                                             |                                             |
| 日本                                        | 名古屋                                      | 中部国際空港                                |                                             |                                             |
| 韓国                                        | ソウル                                      | 仁川国際空港                                |                                             |                                             |
| 東南アジア                                  |                                             |                                             |                                             |                                             |
| マレーシア                                  | ペナン                                      | ペナン国際空港                              | ホーチミンシティ経由                        |                                             |
| フィリピン                                  | マニラ                                      | ニノイ・アキノ国際空港                      |                                             |                                             |
| シンガポール                                | シンガポール                                | シンガポール・チャンギ国際空港              |                                             |                                             |
| タイ                                        | バンコク                                    | スワンナプーム国際空港                      |                                             |                                             |
| ベトナム                                    | ホーチミンシティ                            | タンソンニャット国際空港                    |                                             |                                             |

香港国際空港を拠点とし、全て香港-アジア路線の貨物便を運航。

## 保有機材
| 航空機               | 機数 |
| -------------------- | ---- |
| エアバスA330-200F    | 4    |
| エアバスA330-300/P2F | 10   |

### かつての保有機材
- ボーイング707-320C
- ボーイング747-100SF
- ボーイング747-200F
- ボーイング747-400BCF
- ボーイング727-200F
- エアバスA300-600F

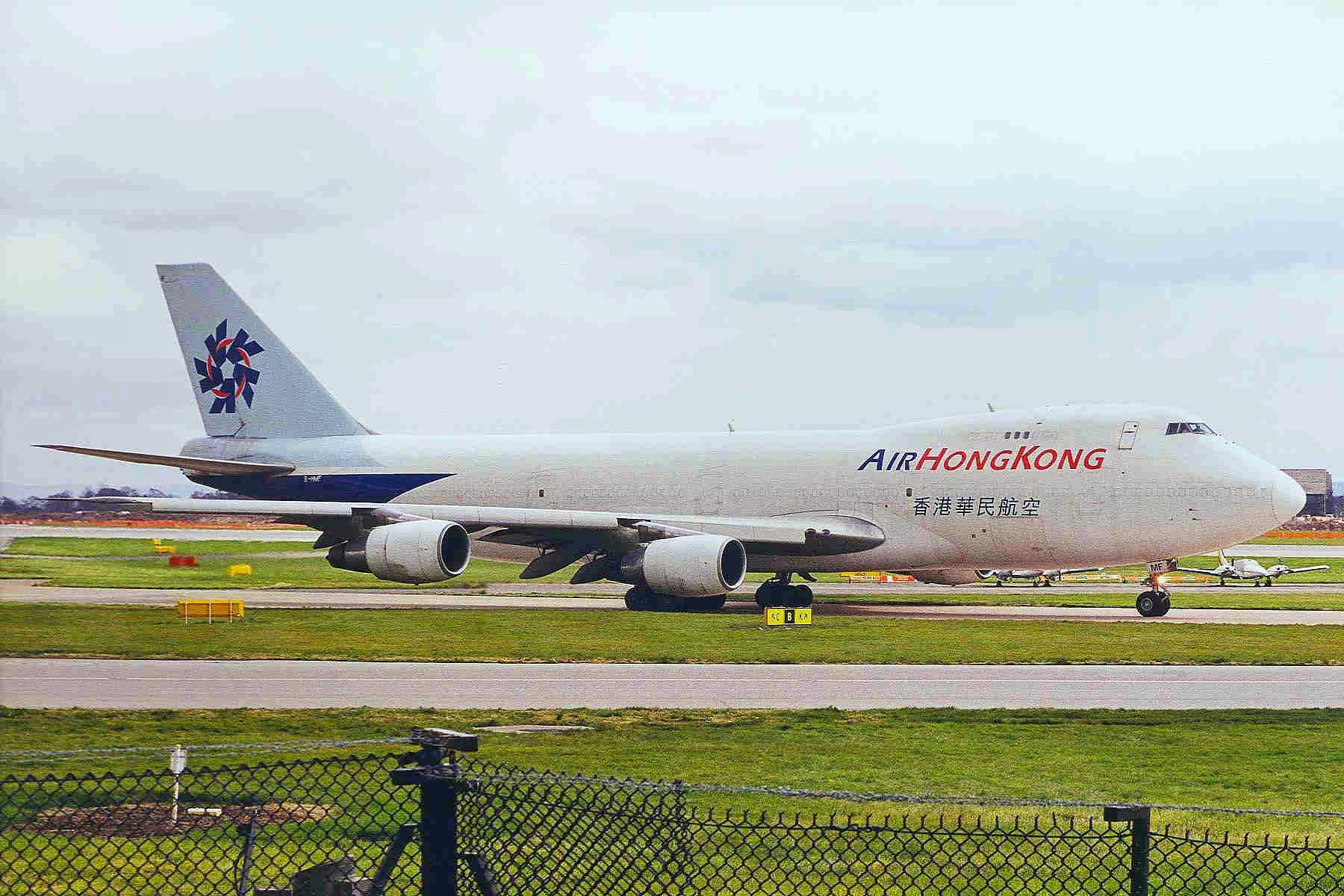
ボーイング747-200F（旧塗装）

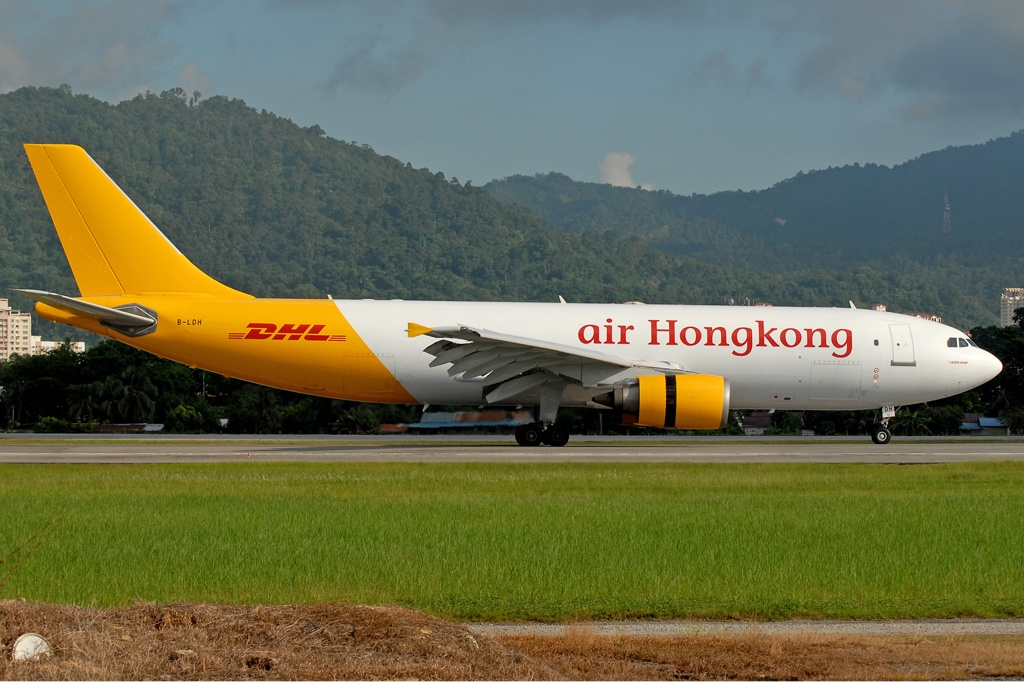
エアバスA300-600RF

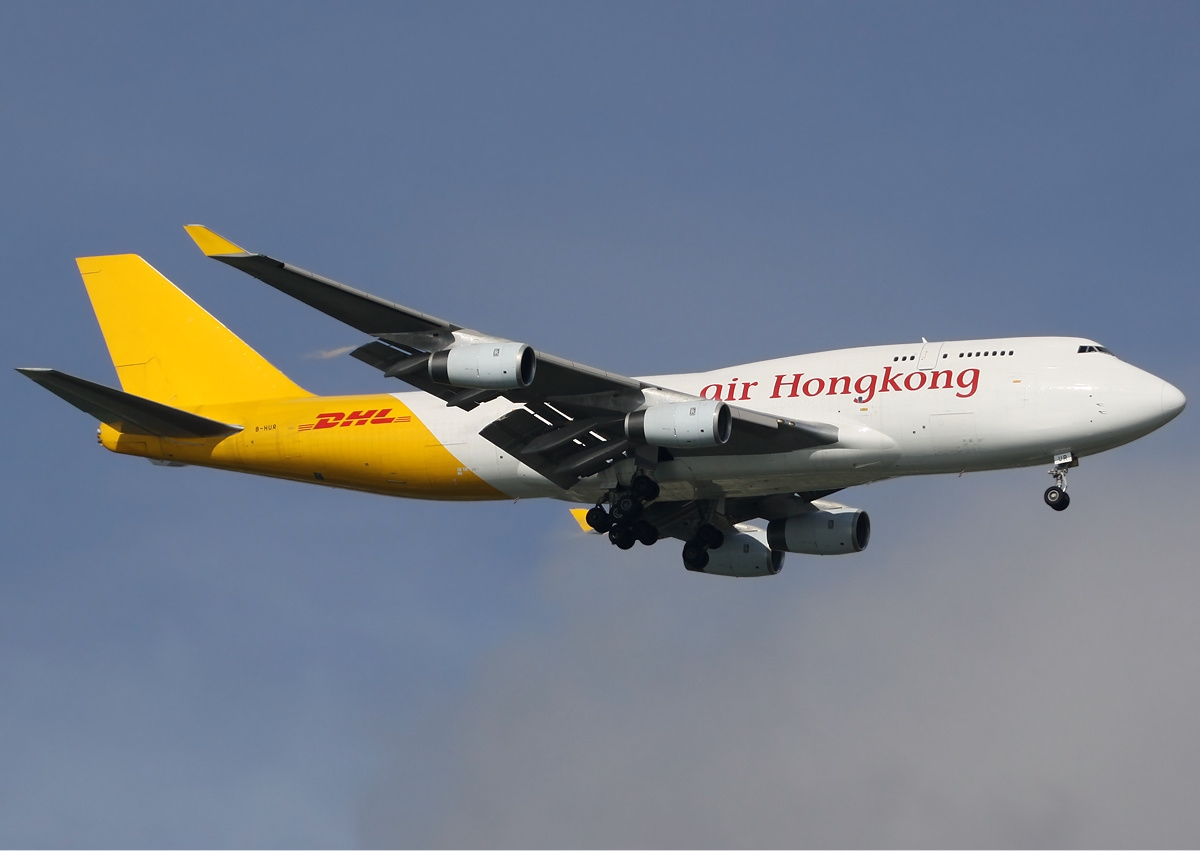
ボーイング747-400BCF

機体カラーリングについては業務提携関係にあるDHLのコーポレートカラーに習い、ホワイトを基調として尾翼から機体後部にかけてと左右エンジンカバー部分が黄色にペイントが施してある。加えて機体後部に赤い文字で『DHL』のロゴマークが入っており、機体前部には赤い文字で『air Hong Kong』とペイントされている。全体的には非常にシンプルな仕様である。